# لويزة عصوية
لويزة عصوية (الاسم العلمي: Aloysia virgata) هو نوع نباتي يتبع جنس اللويزة من فصيلة اللويزية.